# Вима Такто
Вима Такто или Вима Такту — второй правитель кушанского царства с периодом правления 80—90 гг.
Вима Такто назывался исследователями «безымянным царём». Проблема заключалось в том, что на этот период приходился массовый выпуск преимущественно бронзовых монет с надписью «Царь Царей Великий Спаситель» (Сотер Мегас), но имени царя на этих монетах не стояло. В 1993 г. была открыта Рабатакская надпись, по которой можно было определить его имя.

## Содержание гипотезы о царе Виме Такто
Империя Вимы Такто занимала северо-западную Индию, Бактрию и доходила до китайской границы, и возможно именно этот царь посылал посольство в Китай в 87 г.
Китайская летопись Хоу Хань Шу (история Поздней династии Хань) упоминает, по-видимому, со слов послов:

«Царь Цзюцзюцю (кит. 丘就卻, Куджула Кадфиз) уже достиг возраста больше восьмидесяти и умер. Его сын Яньгаочжэнь (кит. 阎膏珍, Яньгаочжэнь — Вима Такто), стал царём в его дворце. Он вернулся и завоевал Тянчжу (северо-западная Индия) и назначил генералов надзирать и управлять ей. Юэчжи стали невообразимо богаты. Все называют этого царя Гуйшуань (Кушан), но Китай (Хань) именует их Большие Юэчжи.»
Поздняя надпись в семейном святилище в Мат также сообщает, что он был дедом Хувишки.

## Альтернативные гипотезы
Существуют и другие предположения о кушанских царях, в которых деяния Вимы Такто совершил его сын Вима Кадфиз, а монеты от Сотера Мегаса чеканил Куджула Кадфиз. В этом случае китайское имя Яньгаочжэнь соответствует Виме Кадфизу, а Вима Такто не царствовал вовсе. Отрывочные источники, которые имеются по этому периоду, недостаточны.